# Tia Lenita
Helena Miranda de Figueiredo (São Paulo, 13 de setembro de 1927 - São Paulo, 8 de junho de 2024), também conhecida como Tia Lenita, foi uma jornalista e escritora brasileira.         
Trabalhou no jornal Folha de S.Paulo, no qual criou o suplemento infantil Folhinha em 1963 e mais tarde a Folha Feminina. Foi também colunista da Folha da Tarde por quase 20 anos.
Estreou na literatura em 1961, com o romance Deus Aposentado. Dez anos depois, ganhou o 13º Prêmio Jabuti com O Sexo Começa às Sete.
Durante a ditadura militar brasileira, foi presa e torturada, sendo obrigada a comer páginas de seus livros durante as sessões de tortura.

## Obras
- 1961 - Deus Aposentado
- 1970 - O Sexo Começa às Sete
- 1984 - História da Arte para Crianças (Editora Pioneira)

### Poesia
- 1968 - Meia-noite Especial

### Infantil
- 1969 - Estórias da Tia Lenita[5]